# Alicetown
Alicetown est une banlieue centrale de la ville de Lower Hutt, localisée à la partie distale inférieure de l'île du Nord de la Nouvelle-Zélande.

## Situation
La banlieue est située dans le nord de la banlieue majeure de Petone et à l’ouest de Alicetown CBD.
Ses limites sont Ewen Bridge, qui franchit le fleuve Hutt vers l'est, le chemin de Western Hutt Rd/Melling Railway track vers l’ouest, le chemin de Wakefield St/Hutt Railway track vers le sud et Railway Ave vers le nord.

## Municipalités limitrophes
La gare de Western Hutt (en) est située sur le trajet de la ligne de Melling (en) et de la gare d’Ava (en), sur la ligne de la vallée de Hutt (en)

## Histoire
Aglionby, sur ce qui est maintenant Tama Street, devint le premier village européen dans la vallée de Hutt en 1840.
Dans le bas d’Aglionby, le premier hôtel de la vallée fut construit dans Alicetown en 1840 et relocalisé en 1847.
Alicetown commença comme un village de fermiers mais l’installation dès le début des années 1900, des ouvriers de l’usine de Petone entraîna le développement de la ville.

## Installations
Le marae de Te Tatau o Te Pō fut établi dans Alicetown en 1933.
C'est ce marae (terrain de rencontre tribal) des Taranaki Whānui ki te Upoko o te Ika (en) et  des Te Āti Awa, qui inclut, la  maison de rencontre wharenui (en) de  Te Tatau o Te Pō , .

## Toponymie
Alicetown fut nommé pour Alice Maud Fitzherbert, la fille du maire William Fitzherbert (en), qui épousa le professeur George William von Zedlitz (en) en 1905.

## Éducation
Alicetown avait deux écoles :
- Hutt Central School est une école publique, contribuant au primaire, allant des années 1 à 6, située dans le nord de la ville d'Alicetown, et qui a un effectif de 279 élèves en mars 2019
- Te Kura Kaupapa Māori o Te Ara Whanui est une école publique, d’immersion Maori, assurant le primaire des années 1 à 8, située dans Victoria Street, au sud d'Alicetown, et qui avait 261 élèves en mars 2019.
- L'école intermédiaire publique la plus proche allant des années 7 à 8, est une école intermédiaire de Hutt (en),
- la plus proche école publique secondaire allant des années 9 à 13, est l'école secondaire de la vallée de Hutt (en), mais toutes les deux sont de l’autre côté du fleuve Hutt dans le voisinage de la banlieue de Woburn.